# Cycloppia granulata
Cycloppia granulata är en kvalsterart som beskrevs av Ohkubo 2003. Cycloppia granulata ingår i släktet Cycloppia och familjen Oppiidae. Inga underarter finns listade i Catalogue of Life.